# Brachypleura novaezeelandiae
Brachypleura novaezeelandiae е вид лъчеперка от семейство Citharidae. Видът не е застрашен от изчезване.

## Разпространение и местообитание
Разпространен е в Австралия (Западна Австралия и Северна територия), Индия, Индонезия, Китай, Малайзия, Малдиви, Оман, Папуа Нова Гвинея, Саудитска Арабия, Тайланд, Филипини и Хонконг.
Среща се на дълбочина от 18 до 165 m, при температура на водата от 20,4 до 28 °C и соленост 34,3 – 35,1 ‰.

## Описание
На дължина достигат до 14 cm.
Популацията на вида е намаляваща.